# Xi'an
Xi'an (Chinees: 西安; pinyin: Xī'ān; [ʃi'än]) is een stad in China. Het is de hoofdstad van de provincie Shaanxi. In 2020 had Xi’an 12.183.280 inwoners, een toename van bijna 4 miljoen in 10 jaar.
Xi'an is het oostelijke eindpunt van de Zijderoute en ligt aan de rivier de Wei. In vroeger tijden werd de stad Chang'an (vereenvoudigd Chinees: 长安; traditioneel Chinees: 長安; pinyin: Cháng'ān) genoemd, dat 'lange vrede' betekent. Tijdens de Tangdynastie (618-907) was het de hoofdstad van China met een bevolking van 1 miljoen inwoners op een oppervlakte van 84 km², waarmee het de grootste stad ter wereld was.
Xi'an heeft dankzij de positie langs de Zijderoute van oudsher een grote islamitische minderheid. Deze heeft zijn sporen achtergelaten in de vorm van cultuur, cuisine en erfgoed zoals de 1250 jaar oude Grote Moskee van Xi'an.
De stad vormt het hart van het begin van de Chinese beschaving. De Qin-dynastie, de eerste dynastie die China verenigde, had vlakbij zijn hoofdstad. Het graf van keizer Qin Shi Huangdi met het bijbehorende Terracottaleger, is vlak bij de stad te bezichtigen.

## Ligging
Xi'an ligt in de beschermde vallei van de rivier de Wei, enkele tientallen kilometers ten westen van de plaats waar deze samenvloeit met de Gele Rivier. In het noorden stromen de Wei en de Jing, in het zuiden ligt de Qinling Shan, die als een natuurlijke scheiding staat tussen Noord- en Zuid-China. In het oosten bevinden zich de rivieren de Chan en de Ba, in het westen de Feng en de Lao. De Shaanxi-vallei strekt zich uit van Tongguan tot Baoji en is van oost tot west ongeveer 360 kilometer lang. Xi'an ligt in het midden van de vallei. De stad bestrijkt een oppervlakte van in totaal 9983 km².

## Klimaat
Xi'an heeft een gemiddelde jaarlijkse temperatuur van 14,1 graden Celsius en een gemiddelde jaarlijkse neerslag van 500-600 mm. Januari is de koudste maand met een gemiddelde temperatuur van 0,3 graden Celsius. Juli en augustus zijn de heetste maanden met een gemiddelde temperatuur van 27 graden Celsius. Het regenseizoen bestrijkt de drie zomermaanden; juli, augustus en september, en kent een gemiddelde neerslag van 80-100 mm per maand.
| Maand                  | jan   | feb   | mrt  | apr  | mei  | jun  | jul  | aug  | sep  | okt  | nov   | dec   | Jaar  |
| ---------------------- | ----- | ----- | ---- | ---- | ---- | ---- | ---- | ---- | ---- | ---- | ----- | ----- | ----- |
| Hoogste maximum (°C)   | 17,0  | 24,1  | 31,3 | 34,9 | 38,6 | 41,8 | 41,0 | 40,0 | 38,5 | 34,1 | 24,5  | 21,6  | 41,8  |
| Gemiddeld maximum (°C) | 5,1   | 8,9   | 14,4 | 21,5 | 26,6 | 31,4 | 32,4 | 30,3 | 25,6 | 19,3 | 12,4  | 6,3   | 19,5  |
| Gemiddeld minimum (°C) | −3,3  | −0,4  | 4,1  | 10,3 | 15,1 | 19,9 | 22,3 | 21,0 | 16,5 | 10,2 | 3,2   | −2,2  | 9,7   |
| Laagste minimum (°C)   | −20,6 | −18,7 | −7,6 | −4,0 | 3,5  | 9,2  | 15,1 | 12,1 | 4,8  | −1,9 | −16,8 | −19,3 | −20,6 |
|                        |       |       |      |      |      |      |      |      |      |      |       |       |       |
| Neerslag (mm)          | 7     | 10    | 27   | 38   | 55   | 65   | 98   | 79   | 94   | 62   | 22    | 7     | 564   |
| Bron: WeerOpReis.com   |       |       |      |      |      |      |      |      |      |      |       |       |       |

## Ontstaan
De bron van de Chinese beschaving ligt in de centraal gelegen provincies Shaanxi en Henan, in de bocht van de Gele Rivier (Huang He/Hoangho). Daar vestigden zich in de 3e eeuw v.Chr. de voorouders van de Han-Chinezen. De rijke bodem en de mogelijkheid om akkers te bevloeien, maakten de vestiging van nederzettingen heel aantrekkelijk. Het grillige karakter echter van de rivier – die herhaaldelijk buiten haar oevers trad en haar bedding verlegde – dwong de bevolking tot een hechte samenwerking. Hier ontstond de nederzetting Xi'an. Uiteindelijk zijn in deze streek ook de eerste – en machtigste – staten van China ontstaan.
Vanuit deze vallei zag keizer Qin Shi Huangdi in 221 v.Chr. kans om China voor het eerst te verenigen tot één natie.
Tijdens de Tangdynastie was Xi'an een van de grootste steden ter wereld. Chang'an, zoals ze destijds werd genoemd, stond via de Zijderoute in verbinding met Europa en Centraal-Azië. Er woonden destijds duizenden buitenlandse kooplieden in de stad die meer dan duizend jaar lang zou fungeren als hoofdstad voor een tiental keizerlijke dynastieën. Na de val van de Tangdynastie boette Xi'an in aan betekenis om te verworden tot een provinciestad, tot aan de ontdekking van het terracottaleger in 1974.

## Musea
Enkele musea in Xi'an zijn:
- Shaanxi History Museum
- Terracottaleger
- Banpo Museum in Xi'an
- Zhouyuan Museum
- Qianling Museum
- Maoling Museum
- De Tombe van de Gele Keizer

## Partnersteden
- Quebec (Canada)
- Groningen (Nederland)
- Edinburgh (Verenigd Koninkrijk)
- Cuzco (Peru)

## Geboren
- Guo Wenjun (1984), schutster
- Qin Kai (1986), schoonspringer
- Wenwen Han (1995), actrice, violiste, danseres
- Poppy Liu, actrice

## Galerij

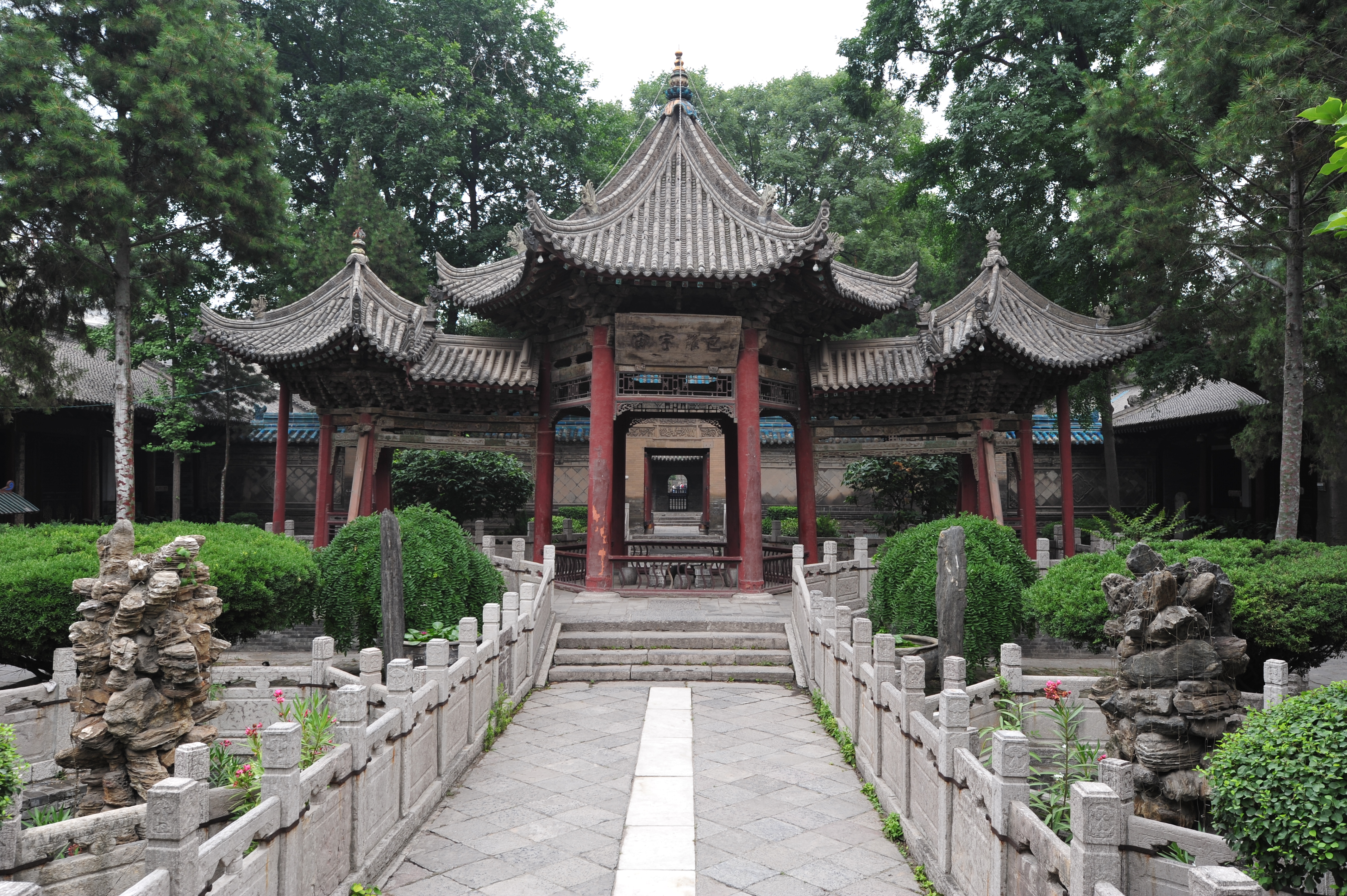
De Grote Moskee van Xi'an
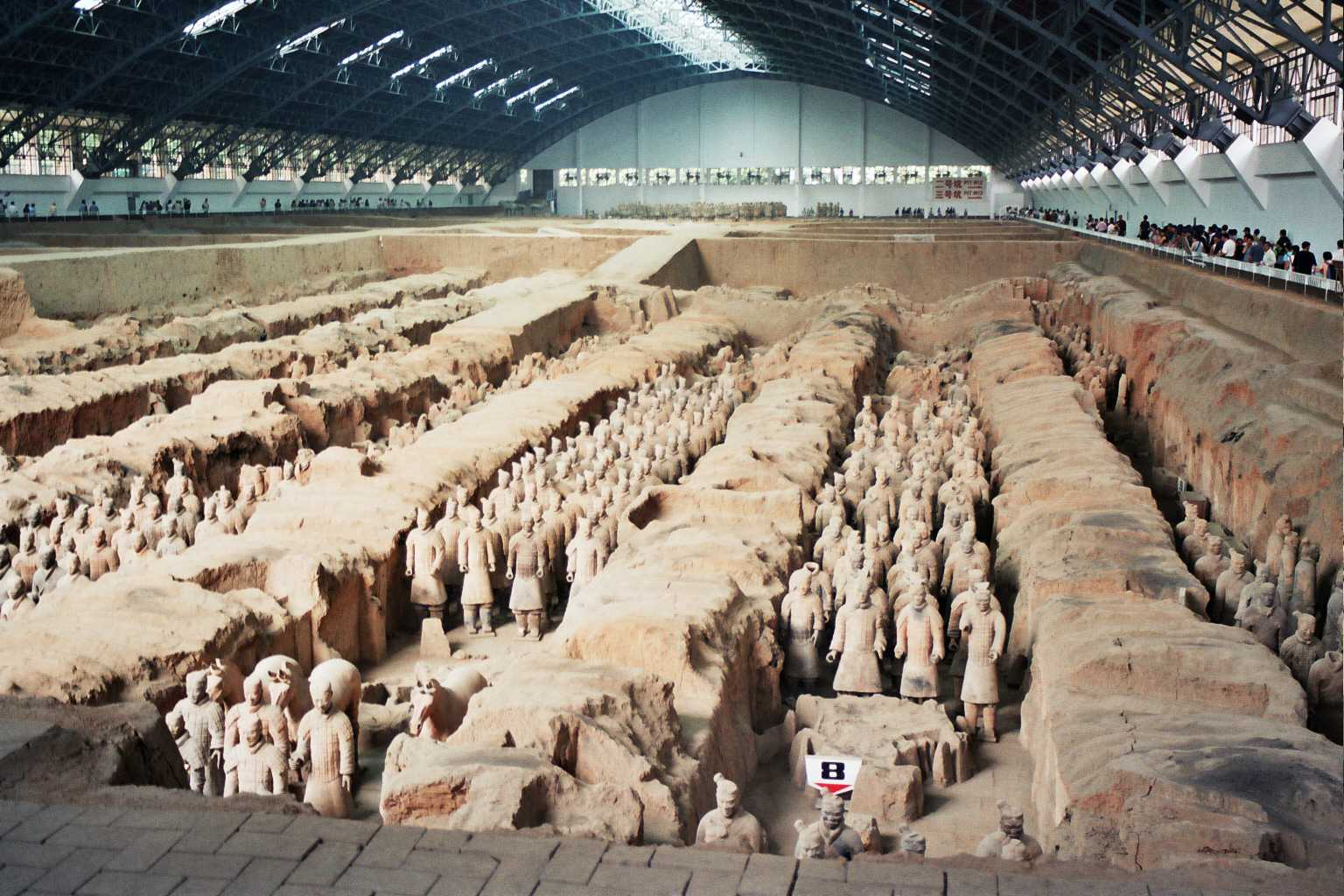
Het terracottaleger
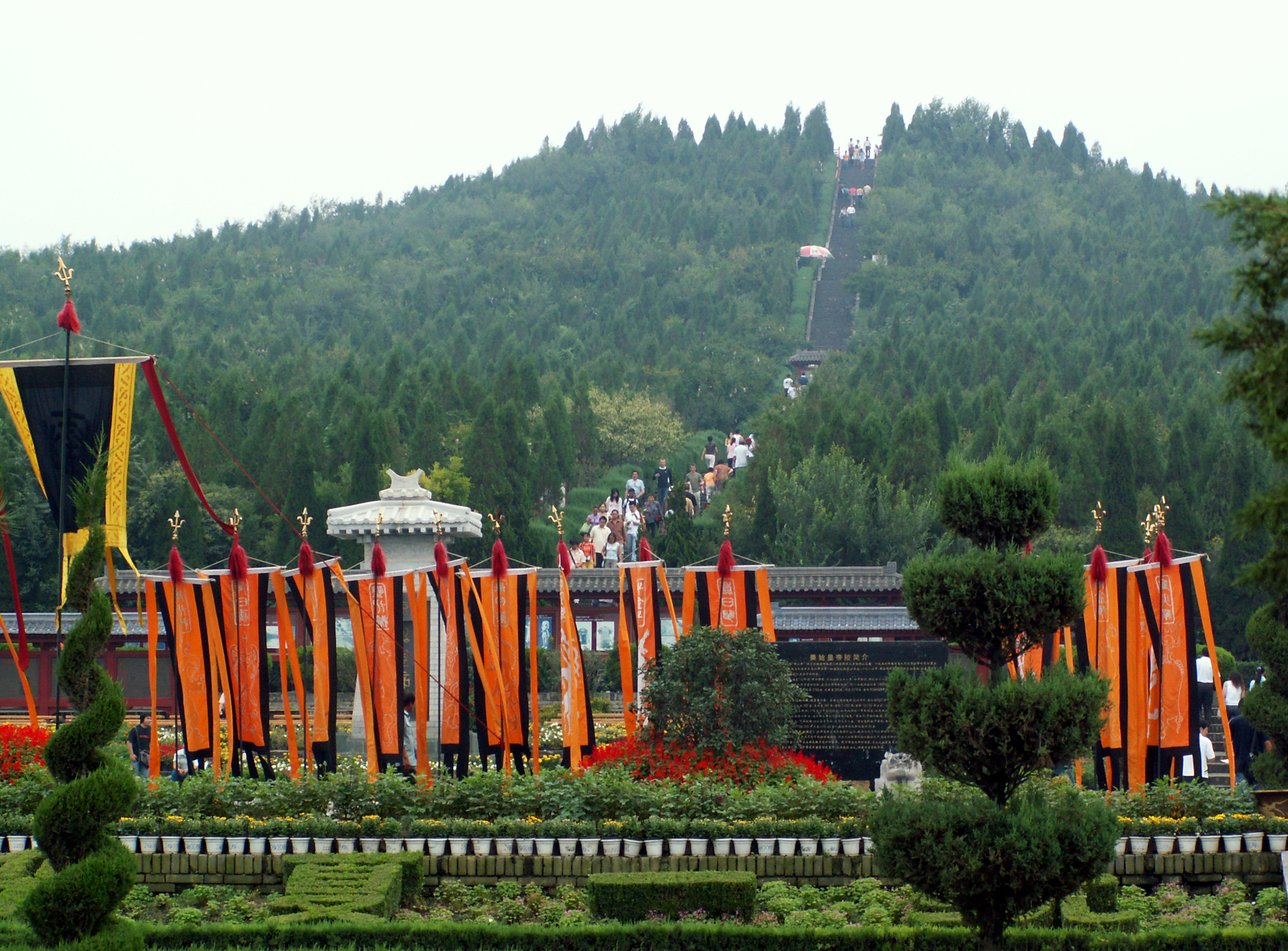
Mausoleum van keizer Qin Shi Huang
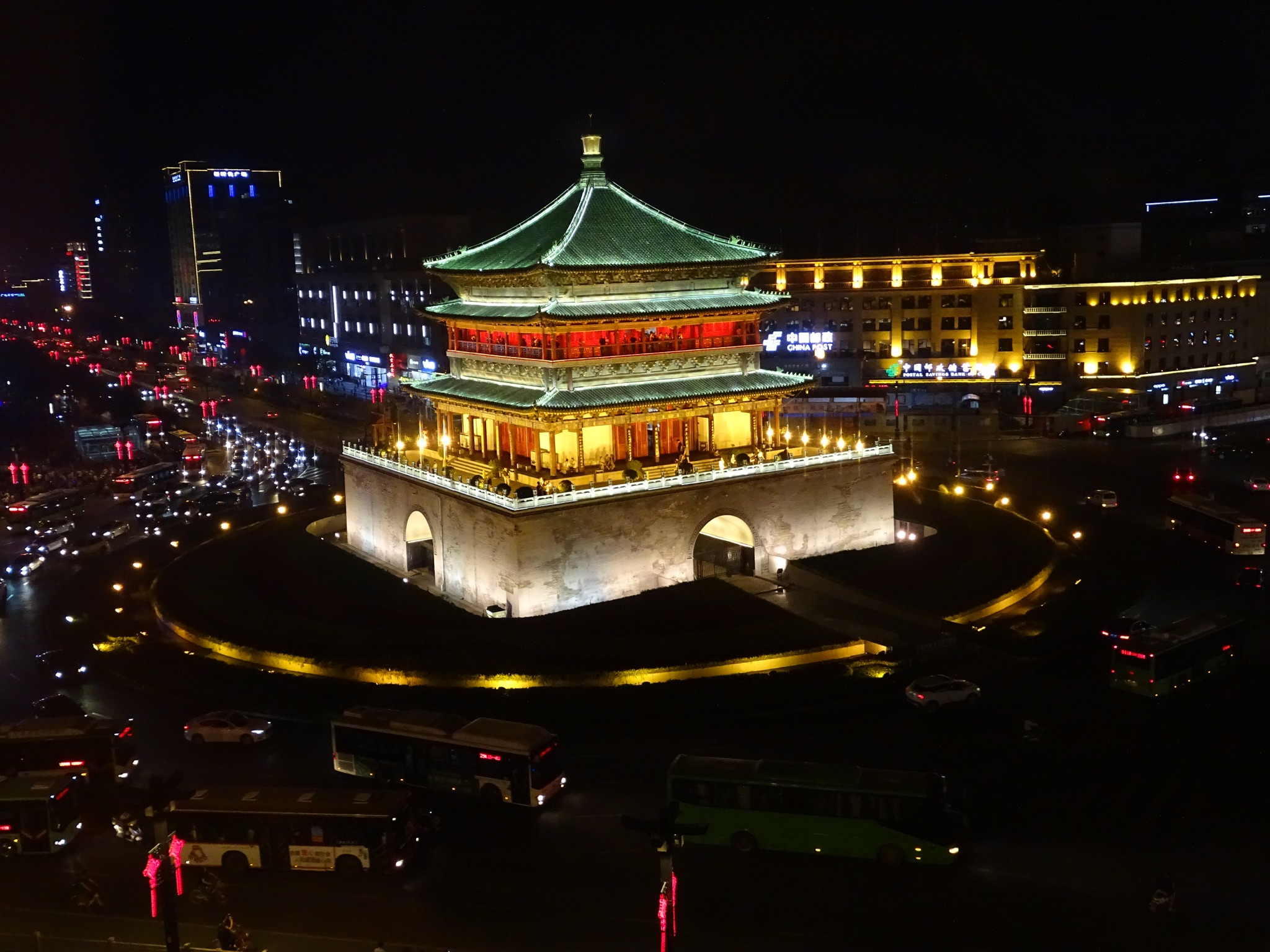
Klokkentoren Xi’an